# Ein starkes Team: Späte Rache
Späte Rache ist ein deutscher Fernsehfilm von Thorsten Näter aus dem Jahr 2014. Es handelt sich um die 59. Folge der Krimiserie Ein starkes Team mit Maja Maranow und Florian Martens in den Hauptrollen.
In dieser Episode gelangen die Ermittler, passend zum 25. Jahrestages des Mauerfalls, tief in die Vergangenheit der deutsch-deutschen Geschichte.

## Handlung
Kriminalhauptkommissarin Verena Berthold und Kollege Otto Garber versuchen, ein Attentat auf ein deutsch-amerikanisches Touristenpaar aufzuklären, dem versehentlich eine unbeteiligte Rentnerin zum Opfer gefallen ist. Dank eines aufmerksamen Zeugen, der den Schützen kurz gesehen hat, kann eine Phantomzeichnung angefertigt werden. Das zurückgelassene Gewehr lässt auf einen russischen Täter schließen, von dem zu befürchten ist, dass er noch einmal zuschlagen wird, um das Ehepaar zu töten.
Alwin Elliott hat sofort bemerkt, dass der Anschlag ihm galt und besorgt sich nun eine Waffe. Ins Hotel geht das Ehepaar aus Sicherheitsgründen nicht zurück. Christiane Elliott stammt aus Berlin und bittet ihre ehemalige Arbeitskollegin Roswitha Gerstenberg um Quartier für eine Nacht. Dass die Polizei auf der Suche nach dem Ehepaar ist, um es zu schützen, wissen die Elliotts nicht.
Anhand des Phantombildes und der Auswertung von Überwachungsaufnahmen kann der in der russischen Armee ausgebildete Gregor Romanow ermittelt werden. Während die Polizei fieberhaft nach ihm sucht, hat er Roswitha Gerstenberg in seine Gewalt gebracht und wartet in ihrer Wohnung in der Hoffnung darauf, dass das Ehepaar sich dort noch einmal einfindet. Unerwartet wird er dort selbst zum Opfer und von Verena Berthold tot aufgefunden.
Auf der Suche nach dem möglichen Auftraggeber des Killers gerät Otto Garber in eine russische Bar, in der er durch den übermäßigen Genuss von Wodka sich selbst außer Gefecht setzt. Als er erwacht, befindet er sich im Haus von Nicolai Rataev, bei dem Romanow angestellt war. Er und seine Tochter Jelena kümmern sich fürsorglich um den Kommissar, dennoch spürt er eine gewisse Distanz.
Verena Berthold findet heraus, dass die Elliots wegen der Beerdigung von Christianes Vaters nach Deutschland gekommen sind. Für die Kommissare ergibt sich so eine Chance, die beiden endlich zu finden. Zwar erscheint zur Beisetzung nur Christiane Elliot, aber Otto Garber entdeckt auf dem Friedhof auch den Mann aus der Bar, der ihm dort Geldbörse und Ausweis abgenommen hat. Christiane Elliott wird mit aufs Polizeirevier genommen und befragt, doch kann sie keine Hinweise auf die Hintergründe des Attentats geben. Ihr Mann habe ihr immer nur von Schwierigkeiten erzählt, die er damals mit den Behörden gehabt habe. Erst jetzt wird ihr bewusst, in welcher Gefahr sie sich befanden und es offensichtlich auch noch immer sind. Obwohl Christiane Elliott im Hotel unter Polizeischutz steht, gelingt es einem von Rataevs Leuten, die Wache niederzuschlagen, sie zu entführen und zu Rataev zu bringen.
Die Ermittler finden heraus, dass sich Alwin Elliott zeitweise bei seinem alten Freund Rolf Becker versteckt gehalten hat. Becker ist als ehemaliger Fluchthelfer aktenkundig und hat möglicherweise auch für den Geheimdienst gearbeitet. Daher vermutet Reddemann, dass Elliott für die CIA tätig ist und er deshalb auch keine Antwort auf seine Anfragen in den USA bekommen hat. Nachdem Becker erfährt, dass Rataev die Frau seines Freundes entführt hat, bricht er sein Schweigen. Bei einem mit Hilfe der Amerikaner geplanten Fluchtversuch eines sowjetischen Spezialisten im Jahr 1984, bei dem Alwin Elliott die Verantwortung hatte, war etwas schiefgelaufen und Nicolai Rataev, der damals für den KGB arbeitete, musste mit ansehen, wie seine Frau erschossen wurde. So ist davon auszugehen, dass Rataev nun seinerseits Rache üben will.
Mit Beckers Hilfe kann Alwin Elliott endlich gefunden werden, der zugibt, Gregor Romanow in Notwehr erschossen zu haben, was auch der Staatsanwalt so sieht. Da sonst nichts weiter gegen Elliot vorliegt und er amerikanischer Staatsbürger ist, bleibt er auf freiem Fuß. Zusammen mit der Polizei stellt er Rataev eine Falle. Er entführt zum Schein Jelena Rataev und bietet ihrem Vater an, die Geiseln „wie in alten Zeiten“ an der Glienicker Brücke auszutauschen. Bei dieser Aktion können Rataev und sein Komplize, den er inzwischen als Ersatz für Romanow eingestellt hat, festgenommen werden.

## Hintergrund
Späte Rache wurde vom 4. März bis zum 4. April 2014 in Berlin gedreht und war ursprünglich als 60. Folge der Krimiserie vorgesehen. Man entschied sich aber aufgrund des kurz bevorstehenden 25. Jahrestages des Mauerfalls, diese thematisch passende Folge vorzuziehen und verschob die vorabgedrehte Episode Tödliche Verführung (Arbeitstitel Hausfrauen sind keine Engel) auf einen nachfolgenden Sendetermin. Regelmäßige Zuschauer hatten diese Verschiebung auch optisch aufgrund der wechselnden Haarlänge der Hauptdarstellerin bemerkt.
Sputnik, dessen Rolle als Geschäftsmann in der Serie als ein Running Gag angelegt ist, arbeitet in dieser Folge als Hundesitter.

## Rezeption

### Einschaltquoten
Die Erstausstrahlung von Späte Rache am 22. Oktober 2014 im ZDF verfolgten 6,49 Millionen Zuschauer, dies entsprach Marktanteilen von 20,9 Prozent.

### Kritiken
Tilmann P. Gangloff urteilte auf Tittelbach.tv: Diesmal haben es die Ermittler mit „einem verzwickten Fall [zu tun], der in die Zeit des Kalten Krieges zurückführt. In ihren besten Momenten wirkt die Handlung wie ein Stoff von John le Carré, zumal Näter weitgehend auf die gewohnten komischen Momente verzichtet. Herausragender Soundtrack, gute Besetzung, aber auch einige Logik-Löcher.“
Die Kritiker der Fernsehzeitschrift TV Spielfilm vergeben nur eine mittlere Wertung (Daumen gerade) und meinen, der Film sei nur „Routiniert, wenig gestalterische Ambition.“ Selbst „einige Highlights, wie etwa Ottos „Wodka-Recherche“ in der Russenbar und die feinsinnige Theaterschauspielerin Natalia Belitski in der Nebenrolle als Ex-KGBler-Tochter Jelena, heben die Inszenierung nicht über Mittelmaß“.